# Erwin Korb
Erwin Korb (* 15. März 1928 in Oberstein; † 11. September 2017 in Idar-Oberstein) war ein deutscher sozialdemokratischer Politiker.

## Leben
Am 13. April 1944 hatte Korb als Anwärter für den gehobenen Dienst bei der Stadtverwaltung Idar-Oberstein angefangen. Im Oktober 1964 wurde er zum hauptamtlichen Beigeordneten gewählt, im März 1970 rückte er in das Amt des Bürgermeisters auf. Nach der Abwahl des damaligen Oberbürgermeisters Wilfried Wittmann im September 1974 führte er dessen Geschäfte mehr als zwei Jahre kommissarisch weiter. Am 28. Januar 1977 wurde er schließlich Oberbürgermeister, dieses Amt übte er bis  1991 aus. Korb war verheiratet und hatte zwei Kinder.

## Politik
Korb war Mitglied der SPD und zahlreicher Vereine seiner Heimatstadt.
Das größte Projekt seiner Amtszeit war der Bau des Nahehochstraße, bei dem der Fluss Nahe durch die Bundesstraße 41 überbaut wurde und das bundesweit Aufsehen erregte. Die Nahe wurde auf einer Länge von 1875 Metern überbaut, das Projekt kostete 300 Mio. DM und wurde 1986 beendet.
1988 unterzeichnete Korb mit der Artillerieschule der Bundeswehr die erste Patenschaft zwischen einer Kommune und einer militärischen Einrichtung. Anlässlich dieser besonderen Beziehung brachte die Bundespost einen Ersttagsbrief heraus.

## Auszeichnungen
- 1984: Bundesverdienstkreuz am Bande
- Bundesverdienstkreuz 1. Klasse